# Pilaria harrisoni
Pilaria harrisoni är en tvåvingeart som beskrevs av Alexander 1936. Pilaria harrisoni ingår i släktet Pilaria och familjen småharkrankar. Inga underarter finns listade i Catalogue of Life.